# Vilmar Guimarães
Wilmar da Silva Guimarães (Rio Verde, 28 de julho de 1917 – Goiânia, 14 de janeiro de 1981) foi um advogado, fazendeiro, comerciante e político brasileiro que foi deputado federal por Goiás.

## Dados biográficos
Filho de José da Silva Guimarães e Maria Coelho Guimarães. Advogado formado na Universidade Federal de Goiás, fez oposição a Pedro Ludovico Teixeira e ao Estado Novo, regime no qual chegou a ser preso por mais de uma vez. Prócer da UDN em Goiás, foi eleito deputado estadual em 1947, 1950 e 1954. Suplente de deputado federal em 1958, exerceu o mandato quando Alfredo Nasser foi ministro da Justiça no Governo João Goulart sob o gabinete do primeiro-ministro Tancredo Neves. Após novo período como suplente, migrou à ARENA e foi eleito deputado federal em 1966 e 1970, voltando à suplência nas duas eleições vindouras.
No final de 1949, ele assumiu a presidência do Vila Nova Futebol Clube. Em sua gestão, a instituição mudou de nome para Araguaia e teve continuidade em seu processo de profissionalização. Wilmar foi responsável por organizar inúmeros amistosos com clubes já reconhecidos como o Flamengo.
Sua derradeira passagem por Brasília aconteceu por quase um ano a partir em 1980 ao substituir Guido Arantes como suplente de Brasílio Caiado, então secretário de Justiça do governo Ary Valadão. Faleceu no curso do mandato.